# 绍村
绍村（法語：Chaux，法語發音：[ʃo] ⓘ）是法国勃艮第-弗朗什-孔泰大区贝尔福地区省的一个市镇，位于该省西部偏北，属于贝尔福区。

## 地理
绍村（47°42'20"N, 6°50'15"E）面积9.26 平方千米，位于法国勃艮第-弗朗什-孔泰大區贝尔福地区省，该省份为法国东北部内陆省份，东临上莱茵省，北起孚日省，西接上索恩省，南与杜省和瑞士接壤。
与绍村接壤的市镇（或旧市镇、城区）包括：日罗马尼、拉沙佩勒苏绍、塞马马尼、埃卢瓦、格罗马尼、鲁日古特、下欧克塞勒。

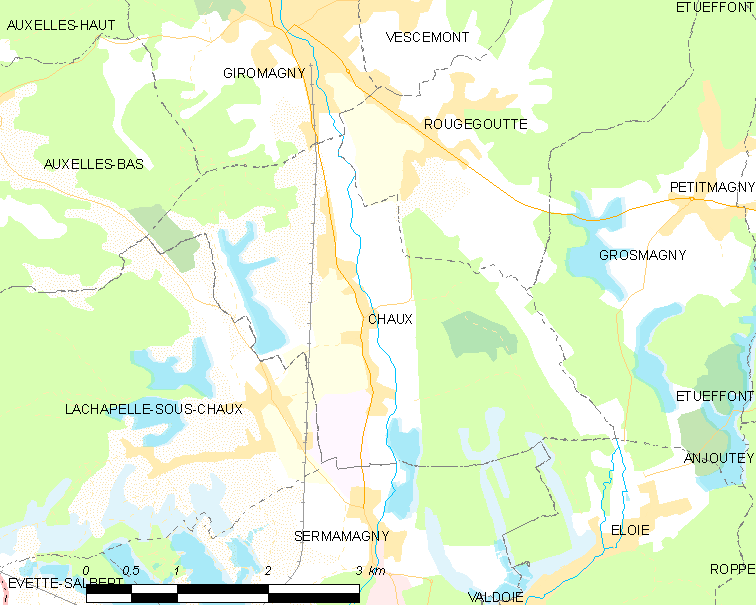
绍村的OSM定位图

绍村的时区为UTC+01:00、UTC+02:00（夏令时）。

## 行政
绍村的邮政编码为90330，INSEE市镇编码为90023。

## 政治
绍村所属的省级选区为日罗马尼县。

## 人口

1962-2008年间绍村人口变化图示

绍村于2022年1月1日时的人口数量为1181人。